# Desastre de Concón
Se conoce como desastre de Concón a la destrucción de la mina Marga Marga y de un barco españoles por parte de los mapuches, acaecida en agosto de 1541 en Concón, Región de Valparaíso, como parte de la Guerra de Arauco.

## El plan mapuche
La mina Marga Marga explotada por los hombres de Valdivia, aunque no contenía gran cantidad de oro, su producción era suficiente para los españoles. Al mismo tiempo, se hallaba en construcción en el puerto de Concón un barco, para evitar la caminata por el desierto de Atacama.
Los mapuches idearon un plan: se mostraron leales y ofrecieron a los hispánicos 1.500 hombres y 500 mujeres para trabajar en la mina. Los europeos rechazaron las mujeres de la oferta pero aceptaron que trabajen en sus minas los hombres.
Un día de agosto Valdivia recibió una carta de Alonso de Monroy, teniente general. Le habían denunciado una conspiración, fraguada por Martín de Solier que era un distinguido hidalgo y sus enemigos de siempre representantes de la corriente almagrista Alonso de Chinchilla y Antonio de Pastrana, entre otros, concertada para asesinarlo, apoderarse del oro y del buque en construcción y huir en él. Valdivia partió para Santiago con seis hombres a caballo. Antes de irse, ordenó a sus fuerzas que se mantuvieran día y noche armadas, ya que desconfiaba de los indígenas, y puso al mando al capitán Gonzalo de los Ríos.

## La sublevación
Tres días después, los indígenas al mando de Trangolonco (hermano de Michimalonco) y Chigaimanga, se sublevaron, produciendo la muerte de doce o trece españoles, varios esclavos negros que trabajaban como carpinteros y numerosos yanaconas. Los únicos que sobrevivieron a esta masacre fueron el capitán Gonzalo de los Ríos y el soldado Juan Valiente, de origen africano.
Mientras tanto, los mapuches incendiaron el barco y robaron todo el oro. Los dos sobrevivientes fueron a Santiago a contarle lo sucedido a Valdivia.

## Consecuencias
Al escuchar lo ocurrido, en el pueblo de Santiago cundió el pánico, incluyendo al propio Valdivia. Este le echó la culpa de lo pasado al descuido de los españoles, que desatendieron su recomendación de no abandonar las armas. Góngora Marmolejo afirmaba que fue una sorpresa.
También se temía que la sublevación fuese general. Lorenzo Núñez dijo:

La noche que llegó la triste nueva a esta ciudad acudieron todos en armas.
Lorenzo Núñez

Valdivia partió a Concón con cuarenta hombres. Vio que lo que decían los sobrevivientes de la masacre era verdad. Capturó como rehenes y culpó a varios caciques que suponía cómplices en el asalto, a los que hizo escarmentar. Luego se dirigió a Santiago, ya que no había ánimos en Valdivia y sus hombres para investigar más a fondo lo que había pasado.